# Megalopyge opercularis
Espèce
Megalopyge opercularis est une espèce de lépidoptères (papillons) de la famille des Megalopygidae, vivant en Amérique du Nord et centrale. 
Sa chenille est surnommée chenille-chat.

## Description
La chenille de M. opercularis mesure entre 3 et 4 centimètres et est généreusement enveloppée d'une « fourrure » luxuriante similaire à celle d'un chat persan. Cette fourrure peut être blanche, beige, rose ou grise.[réf. souhaitée]. La fourrure de la chenille contient des épines venimeuses causant des réactions extrêmement douloureuses et des irritations lorsqu'elle est en contact direct avec la peau humaine. Ces réactions se manifestent habituellement sur les zones avec lesquelles la fourrure est entrée en contact et qui peut provoquer brûlures, gonflements, nausées, maux de tête, douleurs abdominales, éruptions cutanées, cloques, et parfois des douleurs à la poitrine, engourdissement, ou difficulté à respirer.

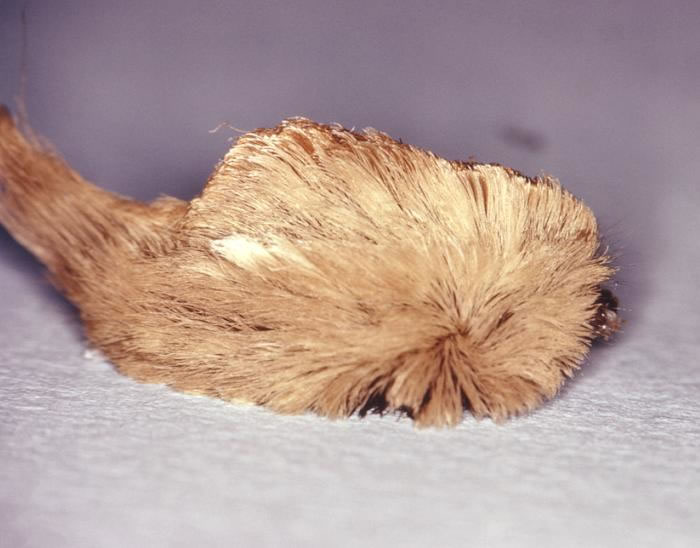
Megalopyge opercularis sous sa forme de chenille.

Les épines venimeuses contiennent des protéines capables de se lier à nos cellules qui envoient au cerveau d'intenses signaux de douleur.
Une caractéristique similaire aux toxines bactériennes, indiquant qu'au cours de son évolution, la chenille a pu intégrer un gène bactérien au sein de son propre génome.

## Distribution et habitats
M. opercularis peut être trouvé dans les chênes, ormes, citrus et autres arbres, et dans les jardins, principalement dans les roses et les lierres. Il est localisé aux États-Unis, au Mexique, et dans certaines parties de l'Amérique centrale.

## Phénologie
Le stade de chenille dure 6 semaines, et le papillon vit 5 à 7 jours.[réf. souhaitée]

## Dangers et traitement des piqûres
Une exposition directe aux épines de la chenille mène à une irritation cutanée immédiate. La chenille est considérée comme dangereuse à cause de ces épines. Une assistance médicale est recommandée. Il est également recommandé de se faire soigner durant les heures qui suivent le premier contact avec l'insecte. En soin de première instance, les épines (si présentes) peuvent être retirées à l'aide de ruban adhésif.
D'autres remèdes — antihistaminiques par voie orale, bicarbonate de sodium, et calamine, notamment — semblent avoir un certain niveau de réussite.